# Erc di Dalriada
Erc (fl. V secolo) è stato re della Dál Riata irlandese fino al 474.

## Biografia
Gli Annali dei Quattro Maestri suggerisce che Erc vada identificato con Muiredach figlio di Eógan mac Néill figlio di Niall dei Nove Ostaggi, re supremi d'Irlanda sulla fine del V secolo. Altre fonti suggeriscono invece che discendesse da una dinastia reale che discendeva da Conaire Cóem (II secolo). Entrambe le affermazioni sono credibili. La Dál Riata cominciò a separarsi dall'Irlanda proprio durante il regno di Erc. Erc stabilì la sua base in Scozia, nei pressi dell'area di Argyll. Erc era probabilmente padre di Fergus Mor, re di Dál Riata, sebbene il suo immediato successore fu Loarn, un parente che probabilmente salì sul trono grazie alla legge tanistry. Se si prende per buona la sua appartenenza alla famiglia di Niall, si potrebbe anche affermare che egli sia appartenuto alla linea reale degli Uí Néill. Suo figlio Muirchertach mac Ercae divenne re supremo d'Irlanda nel 504.